# ناحیه کبیای
ناحیه کُبیای (به لاتین: Kobyaysky District) یک منطقهٔ مسکونی در روسیه است که در یاقوتستان واقع شده‌است.